# 1997 CC29
1997 CC29 är en asteroid i huvudbältet som upptäcktes den 7 februari 1997 av Beijing Schmidt CCD Asteroid Program vid Xinglong-observatoriet.